# 克里斯·史密斯 (1953年)
克里斯·史密斯（英語：Chris Smith，1953年3月4日—），美國政治人物，黨籍是共和黨。自1981年開始，擔任代表紐澤西州第4選舉區的美國眾議院議員。
1978年首次參加選舉，1980年當選眾議員。担任美国国会及行政当局中国委员会主席一职，长期以来一直对中华人民共和国的人权现状予以严厉批评。
2008年8月，在史密斯要求下，委员会要求Google、雅虎、微软、思科参加听证会，就与中国政府进行网络数据合作进行听讯。史密斯重点质疑雅虎公司前不久向中国政府提供邮件数据以供其抓捕師涛。雅虎公司代表辩称公司必须遵循相关国家的法律时，史密斯以安妮·法兰克为例反驳，称其不应盲目遵从专制政府的要求。
2020年7月13日，為了報復美國宣布制裁陳全國等4名侵犯新疆人權的中國官員，中華人民共和國宣布對克里斯·史密斯等4名關注新疆人權狀況的美國議員及官員實施制裁。
2020年8月10日，為了報復美國宣布制裁林鄭月娥等11名侵犯人權及損害香港自治的中港官員，中華人民共和國宣布對克里斯·史密斯等11名支持香港民主運動的美國議員及民間人士實施制裁。
2020年12月10日获中国民主教育基金会特别贡献奖，以表彰多年来坚持不懈地关注中国人权问题和支持中国民主运动。